# Народни музеј Ужице
Народни музеј Ужице (НМУ), регионални је музеј надлежан за територију осам општина Златиборског округа — Ужице, Бајину Башту, Косјерић, Пожегу, Ариље, Чајетину, Нову Варош и Сјеницу.

## Историјат
Формиран је 12. јула 1946. године, најпре као Музеј устанка 1941. Решењем Народног одбора Титовог Ужица од 29. априла 1963. године основан је Народни музеј, у чији су састав ушли Музеј устанка 1941. и Завичајни музеј, чија се збирка постепено формирала. Одлуком СИЗ-а културе, а на предлог друштвено-политичких организација града, Народном музеју је 22. јуна 1979. пренет на управљање и коришћење спомен-комплекс на Кадињачи. Од 1. јануара 1991. до 21. октобра 2002. године споменик Кадињача пословао је као самостална установа. Поново улази у састав НМУ 2002.

## Делатност музеја, одељења и збирке
У оквиру НМУ налазе се стручна одељења за археологију, етнологију, историју и историју уметности, педагошка служба, стручна библиотека, конзерваторске радионице, фото-лабораторија, служба за опште, материјално и финансијско пословање и служба за помоћно-техничке послове. Стручњаци Музеја баве се научно-истраживачким и музејско-истраживачким радом, обрадом музејских предмета, конзерваторско-рестаураторским и сниматељско-документационим радом, изложбеном и издавачком делатношћу, просветно-педагошким и информативно-маркетиншким радом, пружају услуге корисницима музејског материјала и сарађују са сродним установама. Музејски материјал разврстан је у више археолошких, етнолошких, историјских, уметничких и нумизматичких збирки.
Поред заштите покретних културних добара, НМУ се бави и заштитом непокретних културних добара. У периоду од 1994. до 1998. године урадио је комплетну конзервацију, рестаурацију и ревитализацију манастира Увац (СО Чајетина), а ангажовао се и на уређењу родних кућа и спомен-соба познатих личности и народних хероја (Димитрија Туцовића, Стеве Чоловића и др.).
У другој згради Музеја налазе се три сталне поставке: Ужице, настанак и развој, Легат сликара Михаила Миловановића и Историја Наменске производње у Ужицу од 1928. до данас. Стална поставка Устанак у Југославији 1941., која се налазила у првој згради Музеја, дислоцирана је 2005/06. после 45 година постојања. У току је рад на реконструкцији нове поставке меморијалног карактера „Ужичка република“, у оквиру које ће бити поново доступне собе Врховног штаба НОПОЈ-а и Јосипа Броза Тита.
У Јокановића кући, као посебној целини Народног музеја Ужице, налази се стална поставка Градска кућа с краја XIX и почетка XX века, а на Кадињачи, у оквиру спомен-дома, Раднички батаљон у борби на Кадињачи и Ужички крај у НАТО агресији.
Од 30. априла 2009. године у оквиру организације рада Народног музеја Ужице је и презентација хидроелектране Под Градом. За целокупан рад Музеј је добио значајне награде и бројна признања, међу којима се издвајају две награде Михаило Валтровић добијене од Музејског друштва Србије и Вукова награда.

## Сталне поставке Народног музеја Ужице
Ужице, настанак и развој
Стална поставка отворена 10. априла 1995. године у другој згради Музеја, у приземној и сутеренској сали, презентује настанак и развој ужичког краја од праисторије, антике, средњег и новог века, до савремене историје. Изложено је преко 1.400 експоната из свих музејских збирки (археологије, етнологије, историје и историје уметности).
Историја Наменске производње у Ужицу од 1928. до данас
Стална поставка Народног музеја Ужице, отворена 22. новембра 2006. године, у малој сутеренској сали друге зграде Музеја. Ова изложба представља у мањој мери концепцијски измењену изложбу Привредног музеја Први партизан, отворену у фабричком кругу 1990. године, а демонтирану 2002. године (због распада СОУР-а Први партизан). Садашња поставка приказује само историју Наменске производње.
Легат сликара Михаила Миловановића
Легат сликара Михаила Миловановића (Гостиница, 1879 — Ужице, 1941), отворен је 2003. године у Народном музеју Ужице. Фонд Легата створен је откупом и поклоном уметниковог сина Момчила Миловановића и других дародаваца, a део предмета је из збирки Народног музеја Ужице. Легат презентује уметничку и личну заоставштину Михаила Миловановића, првог академског сликара из ужичког краја, ратног сликара у ослободилачким ратовима Србије 1912—1918. године и скулптора.
Миловановићев реализам, са елементима импресионизма, сецесије, експресионизма и симболизма чини стилски и жанровски разнородан опус. Михаила Миловановића погубили су партизани 1941. године, након што је неосновано оптужен да је петоколонаш и издајник. Легат је формиран након вишедеценијског залагања Момчила Миловановића за рехабилитацију имена и дела свог оца Михаила и сакупљања уметникове заоставштине.
За формирање и музеолошку презентацију Легата сликара Михаила Миловановића Народном музеју Ужице 2004. године додељена је награда Музејског друштва Србије „Михаило Валтровић“ у категорији делатности музеја. Окружни суд у Ужицу донео је 2007. године решење којим се усваја захтев за рехабилитацију и утврђује да је Михаило Миловановић лишен живота као жртва прогона и насиља из политичких и идеолошких разлога.

## Спомен-комплекс Кадињача
Спомен-комплекс Кадињача посвећен је борцима Радничког батаљона, Посавцима и Орашанима, који су 29. новембра 1941. године погинули на брду Кадињача, 14 km западно од Ужица, бранећи одступницу Врховном штабу НОПОЈ-а, партизанским одредима и партизанској болници.
На том месту је 29. новембра 1952. откривена спомен-пирамида аутора Стевана Живановића, београдског вајара, на којој су уклесани стихови из поеме „Кадињача“ ужичког песника Славка Вукосављевића. Новосаграђени споменик на Кадињачи свечано је отворио председник СФР Југославије Јосип Броз Тито 23. септембра 1979. године, а за непокретно културно добро од изузетног значаја проглашен је 1979.
Меморијални спомен-комплекс Кадињача, чији је аутор београдски вајар Миодраг Живковић, састоји се од нове споменичке композиције и старе спомен-пирамиде. Скулпторско решење споменика дато је у виду покренуте композиције, коју сачињава низ елемената различите величине и облика, који уклопљени у конфигурацију терена симболишу људски отпор. У склопу споменика су три целине: Амфитеатар Ужичке републике, Алеја Радничког батаљона и Плато слободе.
На заштићеном земљишном простору је и спомен-дом који је пројектовао архитекта Александар Ђокић. У згради спомен-дома смештене су: радне просторије, стална поставка о Радничком батаљону и борби на Кадињачи, тематска изложба „Ужички крај у НАТО агресији”, ресторански део, продавница сувенира, помоћне просторије и др. Организована је и служба за прихватање најављених туристичких група.

## Јокановића кућа
Јокановића кућа представља својеврстан етнографски споменик културе у Ужицу. Грађена је у другој половини XIX века као спратна кућа са стамбеном и привредном наменом. Била је у дугогодишњем власништву српске трговачке породице Јокановић, да би касније променила још неколико власника. Јокановића кућа је 1988. године проглашена за културно добро — споменик културе. Од 1989. године започели су радови на рестаурацији овог објекта, који су завршени 1992. године, када су створени услови за његову комплетну музеолошку презентацију. Зграда представља један од ретких споменика балканско-оријенталне архитектуре претпрошлог столећа.
Стална музејска поставка под називом „Градска кућа у Ужицу у XIX и почетком XX века отворена је у Јокановића кући 10. септембра 1992. године. Циљ ове поставке је да се прикаже како се један од најзначајнијих периода у развоју града Ужица – ослобођење од турске доминације – одразио на оно што чини окосницу сваког друштва – породицу, тј. на начин живљења у градској кући. Поставком се покушава приказати потпуна трансформација Ужица од оријенталне вароши, 'шехера', у српску варош која има претензије да прихвати сва европска струјања која су запљуснула целу Србију после ослобођења. У три ентеријера приказан је начин становања грађана Ужица у XIX и почетком XX века.

## ХидроелектранаПод Градом
Хидроелектрана је почела са радом 2. августа 1900. године. Саграђена је непуне четири година после оне на Нијагариним водопадима као прва хидроелектрана на Балкану заснована на Теслиним принципима полифазних струја. Направљена је за потребе Ткачке радионице, a иницијатор примене полифазних струја био је професор Ђорђе М. Станојевић. Генератори и опрема купљени су од фирме „Siemens&Halske“. Произвођач турбина био је „Danubius-Maschinen Hartmann“, односно „Ganz&Co. Danubius Budapest“. Пројектант бране, јаза и зграде хидроелектране био је инжењер Аћим Стевовић. Пројекат је усаглашен са инжењером Јарославом Јаролимеком из фирме испоручиоца опреме. Извођачи грађевинских радова били су Јосиф Гранжан и Гопа Љубић из Ниша. Камен темељац за изградњу хидроелектране поставио је краљ Александар Обреновић 3. маја 1899. године. Комплетна опрема за хидроелектрану, варошку мрежу и 1.500 сијаличних прикључака стигла је возом до Крагујевца октобра 1899. Због лоших путева, специјално конструисаним воловским колима са пуним дрвеним точковима, која су вукла по 6 пари волова, допремљена је у Ужице фебруара 1900. године. Изградња зграде хидроелектране, бране, пратећих објеката и монтирање опреме, уз непредвиђене проблеме, завршена је 2. августа 1900. Од јуна до септембра је постављана варошка мрежа. Први део варошке мреже пуштен је у рад 2. августа 1900, укључивањем у производњу једне турбине и једног генератора. Комплетна варошка расвета завршена је 23. септембра 1900. године. Потпуна електрификација Ужица обављена је до краја 1900. године. У јуну 1904. зграда електране је проширена, уграђена је још једна турбина са припадајућим генератором, чиме је рад централе удвостручен. Зграда хидроелектране проширена је за око 50 m2.
Хидроелектрана Под Градом радила је до изградње пруге Београд—Бар, када је већа количина камена и земље затрпала јаз и прекинула њен рад. Прва реконструкција хидроелектране урађена је 1990. Поводом стогодишњице рада хидроелектране, 2. августа 2000, реконструисана је зграда по пројекту архитекте Катарине Стефановић. На платоу испред зграде уређена је летња сцена, која може послужити за различите културне садржаје. Удружење Ужичана поклонило је свом граду бисту Николе Тесле, рад академског вајара Николе Јанковића, која је свечано откривена 1. августа 2008. године.
Зграда хидроелектране и њена непосредна околина проглашени су за културно добро од великог значаја.